# Matthew De Gabriele
Matthew De Gabriele (31 oktober 1988) is een Maltees voetbalscheidsrechter. Hij is in dienst van FIFA en UEFA sinds 2019. Ook leidt hij sinds 2016 wedstrijden in de Premier League.
Op 24 januari 2016 leidde De Gabriele zijn eerste wedstrijd in de Maltese nationale competitie. Tijdens het duel tussen Tarxien Rainbows en Pembroke Athleta (0–1) trok de leidsman achtmaal de gele kaart. Twee hiervan betekenden voor een speler zijn tweede gele kaart en dus een rode. In Europees verband debuteerde hij op 18 juli 2019 tijdens een wedstrijd tussen Progrès Niederkorn en Cork City in de eerste voorronde van de Europa League; het eindigde in 1–2 en De Gabriele deelde vier gele kaarten uit. Zijn eerste interland floot hij op 25 maart 2022, toen Letland met 1–1 gelijkspeelde tegen Koeweit in een vriendschappelijke wedstrijd. Tijdens dit duel gaf De Gabriele vier gele kaarten.

## Interlands
| Datum         | Plaats                | Wedstrijd             | Uitslag | Competitie           | Kreeg geel | Kreeg voor de tweede keer geel en dus rood | Weggestuurd |
| ------------- | --------------------- | --------------------- | ------- | -------------------- | ---------- | ------------------------------------------ | ----------- |
| 25 maart 2022 | Attard, Malta         | Letland – Koeweit     | 1 – 1   | Vriendschappelijk    | 4          | 0                                          | 0           |
| 20 juni 2023  | Podgorica, Montenegro | Montenegro – Tsjechië | 1 – 4   | EK 2024 kwalificatie | 2          | 0                                          | 0           |
| 6 juni 2025   | Luxemburg, Luxemburg  | Luxemburg – Slovenië  | 0 – 1   | Vriendschappelijk    | 6          | 0                                          | 0           |

Laatst bijgewerkt op 7 juni 2025.